# Tindaria kennerlyi
Tindaria kennerlyi är en musselart som beskrevs av Dall 1897. Tindaria kennerlyi ingår i släktet Tindaria och familjen tandmusslor. Inga underarter finns listade i Catalogue of Life.